# Kasteel van Sauveterre
Het Kasteel van Sauveterre of Kasteel van de koning-hertogen (Frans: Château des Rois ducs) is een kasteel in de Franse gemeente Sauveterre-la-Lémance. Het kasteel is een beschermd historisch monument sinds 2003.
Het kasteel heeft de vorm van een parallellogram en is gebouwd op een hoogte.

## Geschiedenis
Het kasteel werd gebouwd aan het einde van de dertiende eeuw in opdracht van Eduard I van Engeland als hertog van Aquitanië. Door middel van het kasteel kon hij de handelsweg tussen de Périgord en de Agenais controleren. Het kasteel was afwisselend in handen van Fransen en Engelsen tijdens de Honderdjarige Oorlog. De Fransen veroverden het kasteel maar in 1348 heroverden de Engelsen het kasteel. Bernard de Durfort werd toen de nieuwe kasteelheer. In 1452 werd het kasteel definitief Frans.